# 벤틀리 대학교
벤틀리 대학교(Bentley University)는 보스턴과 인접한 최첨단의 경영교육을 위한 사립학교이다. 보스턴으로부터 서쪽으로 16 km 떨어져 있는 Waltham에 위치해 있다. 원래 보스턴의 백배이에 설립되었으나 1968년에 이전하였다.